# God of War (trò chơi năm 2018)
God of War là trò chơi phiêu lưu hành động góc nhìn thứ ba được Santa Monica Studio phát triển và Sony Interactive Entertainment (SIE) phát hành. Phát hành vào ngày 20 tháng 4 năm 2018, cho hệ máy PlayStation 4 (PS4), đây là phần thứ tám trong chuỗi trò chơi God of War, thứ tám theo thứ tự thời gian và là phần tiếp theo của trò chơi năm 2010, God of War III. Không giống như các trò chơi trước đó vốn dựa trên cơ sở của Thần thoại Hy Lạp, trò chơi này dựa trên cơ sở của Thần thoại Bắc Âu. Lần đầu tiên trong dòng game này có hai nhân vật chính: Kratos, cựu thần chiến tranh của Hy Lạp, và con trai của ông là Atreus. Sau cái chết của người vợ thứ hai của Kratos và mẹ của Atreus là Faye, họ bắt đầu cuộc hành trình để thực hiện lời hứa của bà ấy và rải tro của bà ấy ở đỉnh cao nhất trong chín cõi. Kratos giữ bí mật về quá khứ của mình không cho Atreus biết, người không biết về bản chất thần linh thực sự của mình. Trên hành trình của họ, họ gặp các quái vật và các thần của thế giới Bắc Âu.
Được giám đốc sáng tạo Cory Barlog mô tả như là phiên bản làm mới (reboot) lại toàn bộ thương hiệu, một sự thay đổi lớn trong trò chơi là Kratos chỉ sử dụng rìu Leviathan thay vì cặp song đao Blade of Chaos. God of War cũng sử dụng một góc nhìn chiếu qua vai, với cách quay phim One-shot, trái ngược góc nhìn điện ảnh cố định của các phiên bản trò chơi trước đó. Trò chơi bao gồm các yếu tố video nhập vai và con trai của Kratos, Atreus đóng vai trò hỗ trợ trong chiến đấu. Phần lớn nhóm phát triển của trò chơi gốc cũng phát triển God of War và thiết kế trò chơi để cho nó dễ tiếp cận và ổn định. Một trò chơi độc lập dùng văn bản text, God of War: A Call from the Wilds được phát hành vào tháng 2 năm 2018, mô phỏng Atreus trong chuyến phiêu lưu đầu tiên.
God of War nhận được sự ca ngợi từ giới phê bình cho cốt truyện, thiết kế thế giới, đạo diễn nghệ thuật, chất lượng đồ họa, nhân vật và hệ thống chiến đấu. Nhiều đánh giá cho rằng họ cảm nhận trò chơi đã hồi sinh dòng game một cách thành công mà không hề làm mất di đặc điểm của những phiên bản tiền nhiệm. Trò chơi nhận được điểm số hoàn hảo từ nhiều người đánh giá, khiến nó trở thành trò chơi được xếp hạng cao nhất trong chuỗi trò chơi God of War, đồng thời cũng là trò chơi PS4 được điểm đánh giá cao thứ 3 trên Metacritic. God of War có doanh thu khá, bán hơn năm triệu bản chỉ trong tháng đầu tiên phát hành, trở thảnh một trong những trò chơi PS4 bán chạy nhất mọi thời đại. Ngoài ra, trò chơi cũng nhận được giải thưởng trò chơi của năm từ rất nhiều kênh đại chúng 

## Lối chơi
Cách chơi của trò chơi này rất khác với các phần trước, vì nó được xây dựng lại từ đầu. Mặc dù phần chính trước đó là Ascension (2013), đưa chế độ chơi nhiều người vào chuỗi trò chơi, phiên bản lần này chỉ là chơi đơn. Phiên bản mới này có góc nhìn của người thứ ba, quay qua vai, khác với các phần trước, vốn chỉ dùng góc nhìn cố định, của thứ ba (ngoại trừ Betrayal 2D năm 2007 với khả năng cuộn màn hình ở góc). Về mặt điện ảnh, trò chơi được diễn ra liên tục, không có quay lại các đoạn quan trọng. Kẻ thù trong trò chơi bắt nguồn từ thần thoại Bắc Âu, với các loại troll, quái nhân, dark elves, sói, ác mộng, draugrs, cũng như những người dân, sinh vật bị biến dạng bởi ma thuật seiðr. Valkyrie xuất hiện như những trận đánh boss tùy chọn. Rồng Fafnir cũng xuất hiện, cùng với những con rồng khác.
Một sự thay đổi lớn là Kratos không còn sử dụng cặp song đao quen thuộc của mình, Blades of Chaos, làm vũ khí mặc định nữa. Thay vào đó, anh ta sử dụng một chiếc rìu chiến đấu ma thuật, được gọi là Leviathan Axe, được ghép ma thuật nguyên tố băng. Có thể ném rìu vào kẻ thù và nó sẽ được triệu hồi một cách thần kỳ về tay chủ (tương tự như búa Mjölnir của Thor). Kratos cũng có thể tích năng lượng vào rìu và phát ra một chùm năng lượng gây thương tích cho các kẻ thù gần đó. Trong trò chơi, chiếc rìu có những đòn tấn công nhẹ và nặng; các cuộc tấn công nặng cho phép Kratos phóng những kẻ thù bay vào không trung. Những kẻ thù lớn hơn, chẳng hạn như một con yêu tinh, có mục tiêu chính xác và ném rìu vào những mục tiêu đó làm chúng bị choáng. Rìu cũng có thể được ném vào các vật thể môi trường, chẳng hạn như ném vào thùng chứa sẽ kích hoạt một vụ nổ và gây sát thương cho các kẻ thù gần đó, và nó có thể đóng băng các vật thể để giải câu đố cho đến khi rìu được triệu hồi trở lại tay Kratos (một số kẻ địch cũng có thể được đông lạnh tại chỗ). Theo thời gian, rìu có thể được nâng cấp bằng cách sử dụng rune, với một khe cắm để đánh nhẹ và một khe để đánh nặng. Điều này cho phép người chơi có nhiều tùy chọn để thể hiện phong cách chơi của riêng họ. Một vũ khí mới mà Kratos sử dụng là Guardian Shield. Khi không sử dụng, nó gập lên và xuất hiện như áo giáp trên cánh tay trái của Kratos. Khi được triệu tập, lá chắn này có thể được sử dụng theo cách tấn công và phòng thủ, bao gồm cả các đòn tấn công bằng parry, tương tự như Golden Fleece trong các game trước. Kratos cũng sử dụng chiến đấu vật tay đôi, một tính năng ban đầu được giới thiệu trong Ascension. Blades of Chaos có được vào cuối trò chơi thông qua một âm mưu và có tính năng tương tự như trong các phần trước, nhưng cũng có thể được nâng cấp với rune.
Trò chơi là mở, nhưng nó không phải là thế giới mở. Do nó là trò chơi mở, người chơi có thể nhanh chóng di chuyển đến các địa điểm khác nhau. Các sự kiện thời gian nhanh đã thay đổi so với các trò chơi trước. Với mỗi kẻ thù sẽ có 2 chỉ số ở phía trên đầu chúng, một cho sức khỏe và một cho stun. Làm đầy các cột stun giúp đánh bại kẻ thù khó hơn. Khi đồng hồ stun đầy, một dấu nhắc sẽ xuất hiện. Tùy thuộc vào kẻ thù, Kratos có thể xé nó thành hoặc, hoặc có thể lấy chúng và ném chúng vào kẻ thù khác. Do khả năng bơi bị bỏ ra khỏi trò chơi, người chơi sử dụng thuyền để đi lại giữa các vùng nước khi cần thiết.
Trò chơi có các yếu tố tương tự như trò chơi điện tử nhập vai (RPG), chẳng hạn như điểm kiến thức bắn cung, cũng như khả năng Spartan Rage trong trận chiến, tương tự như khả năng "Rage" của các phần trước. Giống như các phiên bản trước, khả năng Rage có một đồng hồ dần dần được điền đầy trong chiến đấu. Với khả năng này, Kratos sử dụng các đòn tấn công bằng tay trần mạnh mẽ, trái ngược với vũ khí, để gây sát thương lớn cho kẻ địch. Ngoài ra còn có các tài nguyên tạo bằng cách thủ công để người chơi tìm thấy. Những tài nguyên này cho phép người chơi tạo mới hoặc nâng cấp giáp hiện có với tính năng tốt hơn. Người chơi cũng sẽ tích lũy một loại tiền tệ gọi là Hacksilver, một thành phần quan trọng để chế tạo các vật phẩm mới. Điểm kinh nghiệm (XP) được sử dụng để học các kỹ năng chiến đấu mới. Xuyên suốt thế giới game, người chơi tìm thấy những cái rương chứa các vật phẩm ngẫu nhiên, như Hacksilver và các đồ vật để cải thiện bộ giáp và vũ khí, cũng như hai vật phẩm đặc biệt, Táo của Iðunn và Horns of Blood Mead, làm tăng chiều dài tối đa của cột máu và cơn giận dữ tương ứng.
Mặc dù trò chơi được chơi hoàn toàn với góc nhìn của Kratos, có những lúc người chơi có thể chọn việc kiểm soát thụ động con trai của Kratos, Atreus. Một nút được dành riêng cho Atreus và việc sử dụng nút này phụ thuộc vào ngữ cảnh. Ví dụ, nếu người chơi cần sự giúp đỡ, họ có thể nhìn vào kẻ thù, nhấn nút, và Atreus sẽ sử dụng cây cung của mình để bắn mũi tên vào kẻ thù. Các mũi tên này có ít ảnh hưởng đến sức khỏe của kẻ thù, nhưng chúng làm tăng cột dễ bị choáng của kẻ thù đó. Trong quá trình chơi, Atreus trợ giúp trong chiến đấu, di chuyển, khám phá và giải câu đố. Khi đối mặt với một số lượng lớn kẻ thù, Atreus tự do hoạt động làm phân tâm các kẻ thù yếu hơn khi Kratos chiến đấu với những kẻ thù mạnh hơn. Nếu có quá nhiều kẻ thù vây đánh Atreus, Atreus sẽ bị loại khỏi phần còn lại của trận chiến đó. Cũng giống như Kratos, Atreus có thể có được kỹ năng mới, áo giáp và khả năng đặc biệt mới, như mũi tên sấm sét.

## Bối cảnh
Trong khi bảy phần đầu tiên dựa trên huyền thoại Hy Lạp, phiên bản này đưa dòng game đến với huyền thoại Bắc Âu. Người chơi có thể khám phá sáu trong chín thế giới trong thần thoại Bắc Âu. Trước thời đại Viking, phần lớn trò chơi diễn ra ở thời đại Norway cổ trên Midgard, nơi cư trú của loài người, vô số các loài quái vật và cũng là thế giới mà thần thoại Hy Lạp tồn tại. Khi càng ngày càng nhiều sinh vật xuất hiện, con người bắt đầu bỏ trốn.
Những thế giới người chơi bắt gặp trong câu truyện bao gồm: Alfheim, ngôi nhà của những yêu tinh ánh sáng và bóng tối; Helheim, vùng đất giá lạnh của cái chết; Jötunheim, vùng đồi núi hiểm trở của những người khổng lồ. Ngoài ra còn có những thế giới người chơi có thể khám phá bao gồm: Niflheim, thế giới sương mù độc và vùng đất mê cung, và vùng đất lửa Muspelheim, với sáu Thử Thách của Muspelheim. Lối vào đến ba thế giới còn lại — Asgard, ngôi nhà của các vị thần Æsir, Vanaheim, ngôi nhà của các vị thần Vanir, và Svartalfheim, ngồi nhà của những thần lùn — đã bị chặn bởi người cai trị Asgard và những vị thần Æsir gods, Odin.

## Cốt truyện
Kratos trong phần 3 đã tự sát sau khi tiêu diệt các vị thần trên đỉnh Olympus kể cả Zeus. Tuy vậy không biết vì sao anh đã đến được Bắc Âu và sống một cuộc sống mới với người vợ thứ hai là Faye, họ có với nhau 1 đứa con. Kratos đặt tên con là Atreus để tưởng nhớ 1 người đồng đội đã chết còn Faye lại đặt một tên khác là "Loki". Khi Faye qua đời, cô có 1 ước nguyện cuối cùng là được rải tro cốt của mình lên đỉnh núi cao nhất trong 9 thế giới. Để hoàn thành nguyện vọng cuối cùng của vợ, Kratos buộc phải vừa huấn luyện con trai vừa lên đường đi tìm ngọn núi lớn nhât trong 9 thế giới. Trước khi đi, Kratos đã phải đối đầu với Baldur, con trai của thần Odin và Freya.